# Ekumenski sabor
Ekumenski sabor (grč. Οικουμενική Σύνοδος; lat. Concilium oecumenicum), nazivan još i Ekumenski koncil naziv je za sastanak biskupa cijele Crkve, koji su se sabrali kako bi razgovarali i odlučivali o crkvenom nauku i djelovanju.

## Naziv
Izraz »ekumenski« dolazi od grčke riječi Οικουμένη, koja doslovno znači »naseljen«, te je izvorno označavala prostor Rimskog Carstva. Ta je riječ pridodana riječi Σύνοδος (sabor), jer je najranije opće sabore sazivao rimski car. Kasnije je ovaj izraz dobio šire značenje, te je opisivao čitav prostor naseljen ljudima, pa je tako i sabor postao »opći.«

## Podjela sabora
Obično se crkveni sabori dijele na one koje priznaju i Katolička i Pravoslavne Crkve. Ovih sabora ima osam i svi su se održali na Istoku u razdoblju između 4. i 9. stoljeća. Premda i zapadna i istočna Crkva priznaju prvih sedam (odnosno osam) sabora, ne slažu se oko točne definicije svakog pojedinog od tih sabora.
Nakon Velikog raskola 1054., Katolička Crkva nastavila je s održavanjem ekumenskih sabora na Zapadu, no oni na Istoku nisu priznati. Do danas je Katolička Crkva održala 13 ekumenskih sabora na Zapadu, što, zajedno s prvih osam sabora, čini 21 ekumenski sabor.

## Popis ekumenskih sabora

### Prvih sedam ekumenskih sabora
Ove sabore priznaju i Katolička i Pravoslavna Crkva.
- I. Prvi nicejski sabor, (325.): osuda Arijeva nauka koji je negirao Kristovo božanstvo te prvo određivanje teksta Vjerovanja.
- II. Prvi carigradski sabor, (381.): proširenje Vjerovanja, čime se došlo do teksta koji priznaju sve kršćanske Crkve.
- III. Efeški sabor (431.): osuda nestorijanstva i prihvaćanje naslova Bogorodica za Mariju, majku Isusovu.
- IV. Kalcedonski sabor, (451.): odbacivanje Eutihovog nauka (monofizitstvo) po kojem je u Kristu samo božanska narav, te potvrđivanje nauka o dvije naravi u Kristu - božanskoj i ljudskoj. Prihvaćanje Kalcedonskog vjerovanja. Istočne pravoslavne Crkve, koje su prihvatile Eutihov nauk, ne priznaju ovaj, kao nijedan sljedeći ekumenski sabor.
- V. Drugi carigradski sabor, (553.): potvrda odluka prethodnih sabora i osuda novih arijanskih, nestorijanskih i monofizitskih tekstova.
- VI. Treći carigradski sabor, (680. – 681.): osuda monoteletizma, prema kojem je u Kristu samo jedna, božanska volja, te potvrda nauka o dvije volje u Kristu - ljudskoj i božanskoj.

Sabor »Quinisextum» (»Peto-šesti« sabor ili Trulski sabor), (692.): donijete neke administrativne i disciplinarne odluke. Pravoslavne Crkve prihvaćaju ga kao dio Šestog ekumenskog sabora, dok ga Katolička Crkva ne prihvaća kao ekumenski sabor.
- VII. Drugi nicejski sabor, (787.): potvrda štovanja slika i okončanje ikonoklazma.

### Osmi ekumenski sabor
- VIII. Četvrti carigradski sabor, (869. – 870.): svrgava carigradskog patrijarha Focija. Ovaj sabor priznaje Katolička Crkva, a ne priznaje ga Pravoslavna Crkva.

- VIII. Četvrti carigradski sabor, (879. – 880.): vraća u službu Focija kao carigradskog patrijarha te osuđuje izmjene u Nicejsko-carigradskom vjerovanju. Osuda Filioque. Ovaj sabor Katolička Crkva ne priznaje, a priznaju ga Pravoslavne Crkve, premda ga se ne smatraju ekumenskim saborom.

U nekim Pravoslavnim Crkvama među ekumenske sabore ubraja se i:
- IX. Peti carigradski sabor, (1341. – 1351.): prihvaćanje isihazma prema nauku Gregorija Palame, te osuda prozapadnog filozofa Barlaama Kalabrijskog.

### Ekumenski sabori Katoličke Crkve
- IX. Prvi lateranski sabor, (1123.)
- X. Drugi lateranski sabor, (1139.)
- XI. Treći lateranski sabor, (1179.), s 3 sjednice.
- XII. Četvrti lateranski sabor, (1215.), s 3 sjednice.
- XIII. Prvi lionski sabor, (1245.), s 3 sjednice.
- XIV. Drugi lionski sabor, (1274.), sa 6 sjednica.
- XV. Sabor u Vienni, (1311. – 1312.), s 3 sjednice.

Sabor u Pisi, (1409.): nije službeno priznat jer ga nije sazvao papa.
- XVI. Sabor u Konstanzu, (1414. – 1418.), s 45 sjednica: okončanje velikog zapadnog raskola, pojava koncilijarizma.

Sabor u Sieni, (1423. – 1424.): nije priznat kao ekumenski sabor, a označio je vrhunac koncilijarizma.
- XVII. Sabor u Baselu-Ferrari-Firenci, (1431., 1437., 1438., 1439., 1442.), s 25 sjednica: pokušaj pomirenja s pravoslavnim Crkvama, te s ostalim istočnim Crkvama.
- XVIII. Peti lateranski sabor, (1512. – 1517.), s 12 sjednica: pokušaj obnove Crkve
- XIX. Tridentski sabor, (1545. – 1563. s prekidima), s 25 sjednica: odgovor na reformaciju, obnova Crkve.
- XX. Prvi vatikanski sabor, (1869. – 1870.), s 4 sjednice: papina nezabludivost.
- XXI. Drugi vatikanski sabor, (1962. – 1965.), s 9 sjednica i 168 generalnih kongregacija podijeljenih u 4 zasjedanja: obnova zapadne (rimske) liturgije, uporaba narodnog jezika u bogoslužju, definicije o naravi Crkve i njezinu odnosu prema suvremenom svijetu, poticanje biblijskih studija, ekumenizam.

| Portal:Kršćanstvo | Portal: Kršćanstvo |